# Cholenice
Cholenice jsou obec v okrese Jičín v Královéhradeckém kraji. Leží čtrnáct kilometrů jihozápadně od Jičína a na severozápadě přiléhá ke Kopidlnu. Žije zde 214 obyvatel.

## Historie
První písemná zmínka o obci pochází z roku 1378.

## Obyvatelstvo
| Rok            | 1869 | 1880 | 1890 | 1900 | 1910 | 1921 | 1930 | 1950 | 1961 | 1970 | 1980 | 1991 | 2001 | 2011 | 2021 |
| -------------- | ---- | ---- | ---- | ---- | ---- | ---- | ---- | ---- | ---- | ---- | ---- | ---- | ---- | ---- | ---- |
| Počet obyvatel | 349  | 398  | 398  | 389  | 438  | 451  | 466  | 356  | 352  | 312  | 252  | 204  | 198  | 198  | 221  |
| Počet domů     | 54   | 56   | 57   | 61   | 71   | 74   | 96   | 106  | 96   | 95   | 83   | 99   | 102  | 104  | 106  |

## Obecní správa
Mezi lety 1850–1971 byly Cholenice obcí v okrese Jičín. Od 26. listopadu 1971 do 23. listopadu 1990 patřily jako část obce k Vršcům, kdy se konaly obecní volby a od 24. listopadu 1990 jsou opět samostatnou obcí.

### Obecní symboly
Znak a vlajka byly obci uděleny rozhodnutím předsedy Poslanecké sněmovny Parlamentu České republiky dne 18. dubna 2014.

## Pamětihodnosti
- Kaple svatého Marka na návrší východně od vesnice

## Galerie

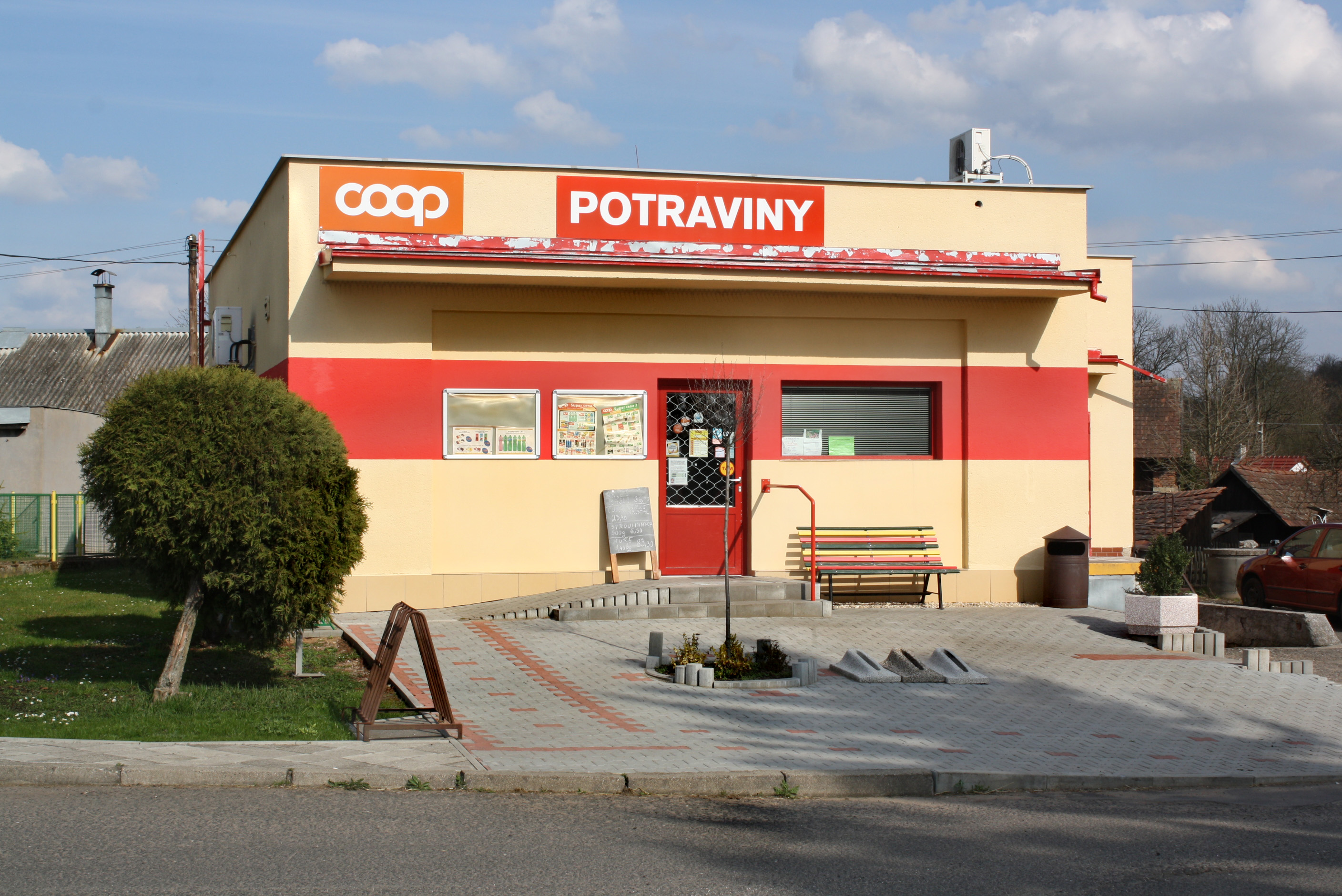
Koloniál
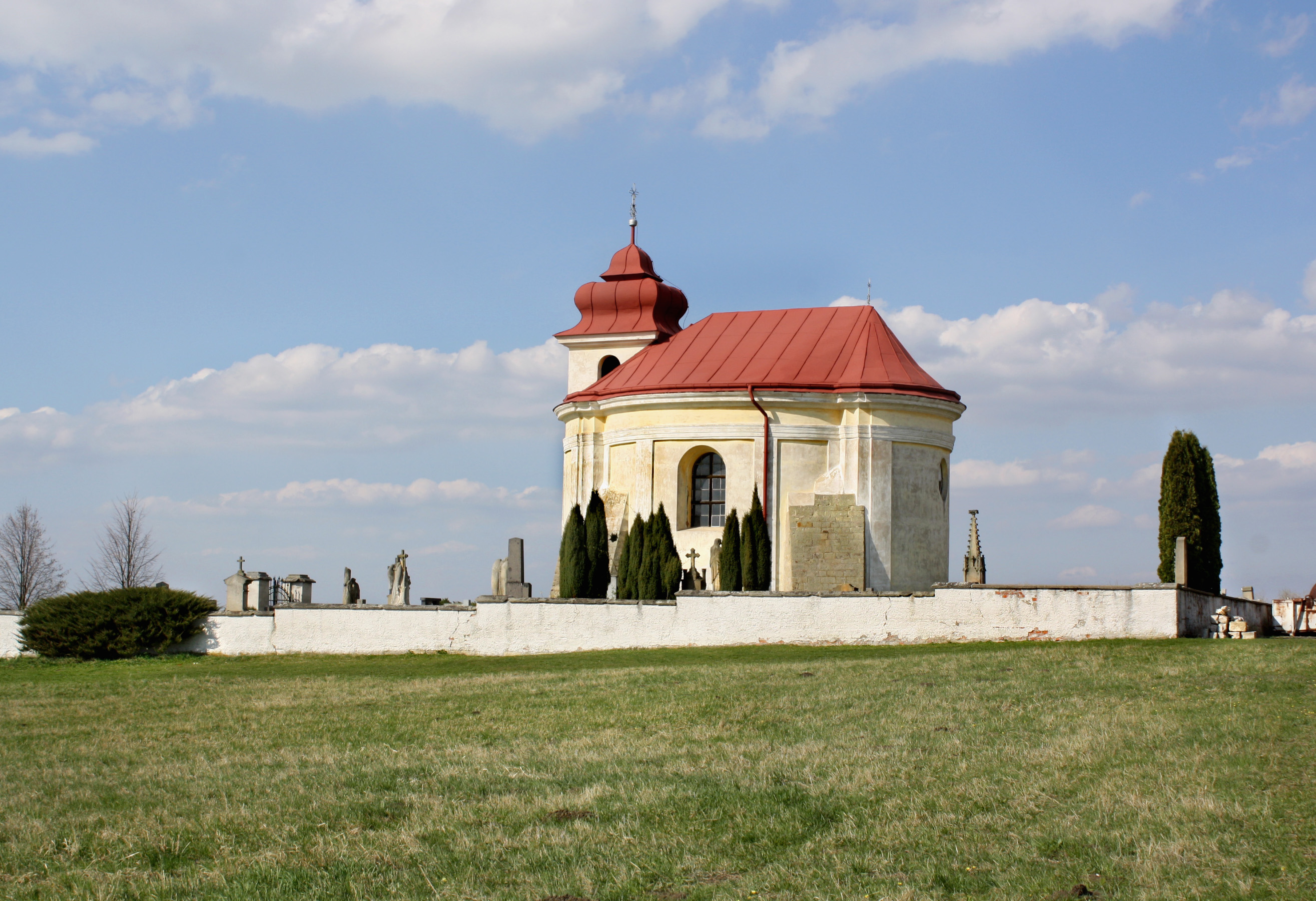
Kaple svatého Marka nad vsí
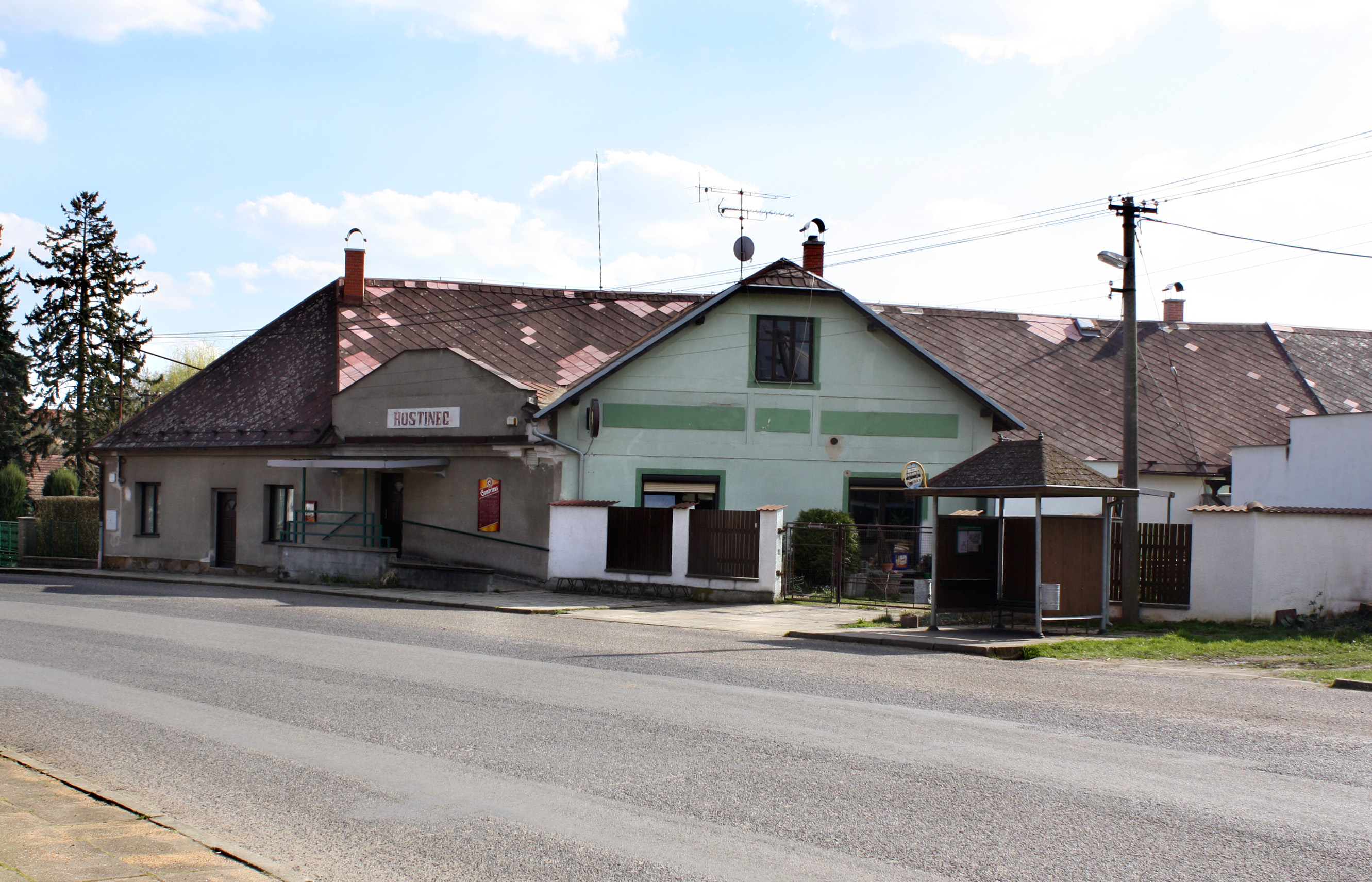
Místní hospoda